# Heyden-Nerfken
Die Familie von Heyden-Nerfken ist eine ostpreußische Adelslinie, die ihren Stammsitz von 1728  bis 1945 in Nerfken, Landkreis Preußisch Eylau hatte.
Sie ist zu unterscheiden von den Heyden (pommersches Adelsgeschlecht) und den Heyden (westfälisches Adelsgeschlecht).

## Geschichte

### Stammsitz Nerfken und Ostpreußen

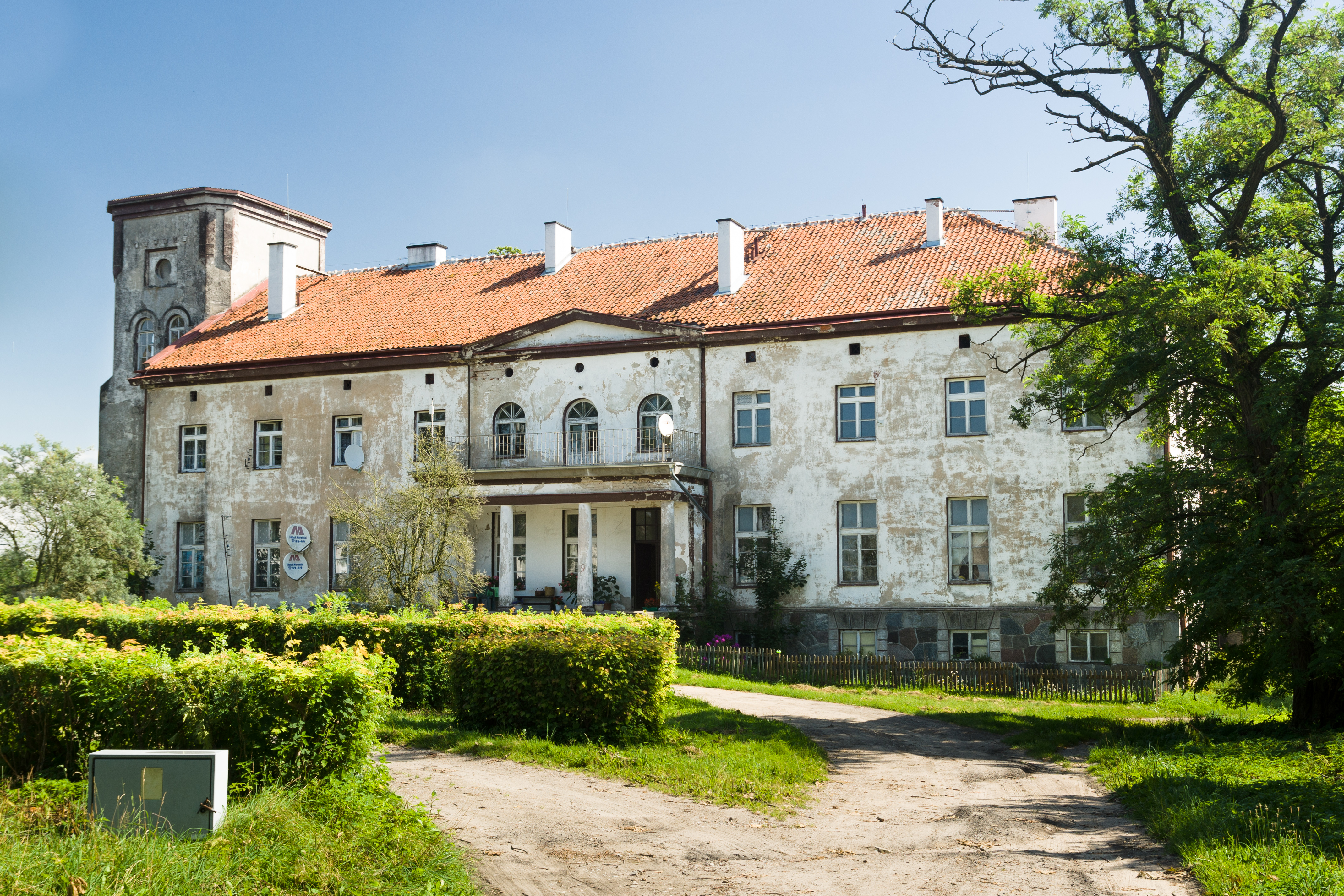
Herrenhaus in Nerfken / Nerwiki (Zustand 2012)

Die Adelslinie Heyden-Nerfken ist ein Zweig der polnischen Szlachta Zborowski, die Güter in Ostpreußen u. a. in Borowen, Klein Sentzke, Molditten, Nerfken, Neuendorf und Paßlack erwarb.
Lebrecht von Heyden heiratete auf Nerfken die Witwe Anna Sophie Albertine Gräfin von der Groeben. Jacob Lebrecht von Heyden, verheiratet mit Freiin von Sydow, war ein preußischer Kapitän beim I. Bataillon Garde zu Friedrich II. in Potsdam. Sein Sohn Jakob von Heyden-Nerfken (1728–1812), ein preußischer Hauptmann, heiratete Albertine Klingsporn (1768–1823), eine Tochter des preußischen Oberleutnants Friedrich Wilhelm Christoph Klingsporn, Herr auf Bilshöfen bei Deutsch Thierau und Blaustein bei Rastenburg. Die Tochter Charlotte Karoline Jakobina von Heyden-Nerfken (1792–1878) heiratete am 23. März 1808 auf Nerfken den Generalfeldmarschall Wilhelm von Krauseneck (1774–1850) und hat sieben Töchter geboren.
Karl Julius von Heyden-Nerfken, geboren am 24. März 1796 in Nerfken, heiratete Sophie Karoline Buff, eine Nichte von Charlotte Buff (1753–1828). Er war von 1840 bis zum Tod am 27. September 1857 der Landrat beim Landkreis Preußisch Eylau und hat stark den Straßenbau gefördert. Sein Sohn Carl von Heyden-Nerfken war Gutsherr auf Nerfken und stiftete im Jahr 1897 den Glockenturm der evangelischen Pfarrkirche in Petershagen.
Hans Wolf von Heyden-Nerfken war Herr auf Sieslack und seit Februar 1838 auf Salwarschienen (polnisch Kanie Iławeckie) im Kreis Preußisch Eylau.
Georg von Heyden-Nerfken, geboren am 9. Dezember 1831 in Nerfken, heiratete 2. Januar 1857 in Sporgeln (polnisch Spurgle), Kirchspiel Groß Schwansfeld (polnisch Łabędnik), mit Jenny Klara Elisabeth von Kurowsky (1839–1930), war Strafanstaltsdirektor in Bartenstein und ist am 19. Dezember 1903 in Görlitz verstorben.
Emma von Heyden-Nerfken war mit Richard von Hoepfner verheiratet und hat am 24. Mai 1869 in Pöhlen bei Friedland die Tochter Margarete von Hoepfner geboren.
Eva von Heyden-Nerfken, geborene von Medem, ist im Alter von 87 Jahren am 3. Dezember 1953 in Erbach im Rheingau verstorben.
Gut und Gutshaus

Im Jahr 1889 war das Landgut in Nerfken 366 Hektar groß. Der betriebliche Schwerpunkt lag in der Viehzucht und in der Zucht von Warmblutpferden. In der Zwischenkriegszeit wurde ein Reitstall unterhalten. In den 1940er Jahren war das Landgut, zu dem auch eine Wassermühle gehörte, 394 Hektar groß.
Das Gutshaus (auch „Schloss“ genannt) ist ein zweistöckiges Gebäude mit elf Fensterachsen und einfachem Walmdach, das von einem viereckigen Turm mit Aussichtsplattform flankiert wird. Es entstand in der jetzigen Form nach einem Umbau 1864 im Stil des Spätklassizismus. Bei Renovierungsarbeiten nach dem Zweiten Weltkrieg ging der äußerliche Fassadenschmuck des Gutshauses weitgehend verloren.
Der letzte Gutsherr auf dem Stammsitz Nerfken vor Kriegsende war Harald von Heyden-Nerfken, geboren dort 19. Februar 1902 und verstorben am 16. Februar 1995 in Hofheim am Taunus.

### Verbreitung
Ein Sohn von Jacob Lebrecht von Heyden war der preußische Hauptmann Jakob von Heyden-Nerfken (1728–1812). Sein Sohn Friedrich von Heyden, geboren am 3. September 1789 in Nerfken, war Schriftsteller und Oberregierungsrat von Breslau. Aus der Ehe mit Friederike von Hippel (1807–1865), einer Tochter von Theodor Gottlieb von Hippel, entstammten der Maler August von Heyden-Nerfken (1827–1897), dessen Sohn Hubert von Heyden-Nerfken (1860–1911) Maler der Münchener Secession war, Charlotte (1831–1863), die mit dem Leutnant Kajus Wilhelm Hermann von Engelmann († 22. Juli 1893) verheiratet war, und der Chemiker Friedrich von Heyden-Nerfken (1838–1926), der mit Emilie, geborene von Weigel (1839–1925) verheiratet war und deren Ehe die Töchter Julie (1866–1938), die 1893 in Wiesbaden den Germanisten Carl Maria Drescher heiratete, und Margarete Emmi (* 30. August 1881 in Dresden) entstammten; letztere heiratete am 28. Mai 1903 in Dresden Wilhelm Diotor von Buddenbrock (* 28. September 1879 in Ottau bei Marienwerder).
Marie von Heyden-Nerfken (* 6. November 1854 in Danzig; † 17. August 1938 in Ohlau, Niederschlesien) heiratete am 24. Januar 1878 in Rokoschin (Kreis Preußisch Stargard) Bruno von Prittwitz und Gaffron (1855–1916), einen königlich preußischen Oberstleutnant.
Walther von Heyden-Nerfken heiratete am 16. Oktober 1894 Helene von Livonius (1867–1940), eine Tochter des Wilhelm von Livonius.
Georg Wilhelm Egbert von Heyden-Nerfken (* 1864) und dessen Ehefrau Johanne Dorothea Frieda Rittscher (1875–1927) waren die Eltern des Chemikers Egbert von Heyden-Nerfken (1897–1945).
Dessen Sohn Ernst-Georg von Heyden (* 18. November 1939 in Berlin) reiste mit seiner verwitweten Mutter 1947 vom besetzten Deutschland nach Oslo aus, studierte später Physik an der Universität Karlsruhe, promovierte anschließend in Belgien zum Doktor und war jahrzehntelang bei der IBM Deutschland angestellt. Im Jahr 1975 emigrierte er mit seiner Ehefrau Heilwig, geborene von Somnitz-Goddenthow (* 1939 in Goddentow bei Lauenburg), nach Oslo, wo er bis 1992 bei der IBM Norwegen beschäftigt war; er ist am 1. Februar 2005 in Oslo verstorben. Ihr Sohn Harald von Heyden-Nerfken (* 1971 in Oslo) besuchte zuerst die Warwick Business School in Warwick und schloss sie als Bachelor of Science (B.Sc.) in Management Science ab. Die Ausbildung setzte er an der Cambridge Judge Business School der University of Cambridge fort und beendete sie als Master in Management (M.Sc.). Anschließend war er vier Jahre als Unternehmensberater im Energiesektor bei der McKinsey & Company tätig. Er hat die EGL AG Nordic (heute zu Axpo Nordic) begründet und geleitet; von 2007 bis 2009 als Chief Trading Officer in Oslo. Danach wirkte er von Mai 2010 bis Ende Juni 2012 als Vorstandsmitglied bei Vattenfall in Stockholm. Aktuell ist er Mitglied des Vorstands (board member) bei Statkraft in Oslo.

## Wappen
Blasonierung: In Rot auf grünem Boden ein Eichenstamm mit Wurzeln und mit einem kleinen, nach links gedrehten Zweig, mit drei grünen Eichenblättern. Auf dem Helm mit rot-silbernen Decken ein offener vorn silberner und hinten roter Flug.

## Persönlichkeiten
- August von Heyden (1827–1897), Maler und Dichter
- Egbert von Heyden (1897–1945), Offizier und Petrochemiker
- Friedrich von Heyden (1789–1851), Schriftsteller und Oberregierungsrat
- Jacob Friedrich von Heyden (1838–1926), Chemiker und Gründungsunternehmer der Chemischen Fabrik v. Heyden
- Hubert von Heyden (1860–1911), Tier- und Landschaftsmaler
- Karl Julius von Heyden (1796–1857), Landrat in Preußisch Eylau